# Odpolední směna
Odpolední směna (v anglickém originále Swing Shift) je americký hraný film z roku 1984. Natočil jej režisér Jonathan Demme podle scénáře, jehož autorkou byla Nancy Dowd (pod pseudonymem Rob Morton). Ve filmu hráli Goldie Hawnová, Kurt Russell, Christine Lahti, Fred Ward, Ed Harris a další. Lahti byla za svůj výkon nominována jak na Zlatý glóbus, tak i na Oscara. Originální hudbu k filmu složil Patrick Williams a kameramanem byl režisérův dlouholetý spolupracovník Tak Fujimoto. Film se odehrává během druhé světové války.

## Děj
Jack Walsh narukuje jako námořník amerického námořnictva krátce po japonském útoku na Pearl Harbor, na začátku zapojení USA do druhé světové války. Jeho žena Kay se přihlásí k práci ve zbrojní továrně v Kalifornii, zatímco on je v zámořské námořní službě.
Díky továrně se osamělá a zranitelná Kay nakonec spřátelí se sousedkou Hazel, klubovou zpěvačkou. Uplynou měsíce a Lucky, další dělník z továrny a hudebník, ji každý týden balí, až nakonec po pěti měsících souhlasí, že s ním bude chodit. Krátce po příchodu na rande Kay spatří své domácí a mizí ven dřív, než ji stihnou spatřit. Řekne Luckymu, že nemůže, protože je vdaná, a jde sama domů.
Krátce nato uspořádá továrna o víkendu večírek na oslavu svého úspěchu. Kay a Hazel se nakonec navzájem přesvědčí, aby šly. Na jamboree Kay konečně vidí Luckyho hrát na trubku. Tentokrát se od něj nechá odvést domů a konečně propadne jeho kouzlu.
Všichni tři si užívají společné chvíle, dokud se Kayin manžel v létě 1944 nečekaně nevrátí domů na 48hodinovou tajnou dovolenou. Jack je najde u Hazel a vyzvedne Kay u nich doma.
Když Jack hledá ve skříni své oblečení, uvidí pracovní košili Leadman a předpokládá, že patří nějakému muži. Kay mu vysvětlí, že byla v továrně povýšena. Při večeři ji bezelstně konfrontuje, protože mu došlo, co se stalo. Druhý den ráno se Jack vrací brzy ráno na loď.
Mezitím na konci směny v továrně Lucky pozve Hazel do klubu. Poté ji vezme domů a společně se vyspí. Kay se objeví v taxíku, ale když uvidí Hazel, vrátí se domů.
Později Hazel přijde ke Kay a zdá se, že se usmířily. Všichni tři však jdou spolu ven a velmi opilá Kay a Hazel si vyměňují urážky a Lucky odvádí Kay domů. Ráno mu řekne, že jede na turné s kapelou.
Továrna na letadla ženy propustí, jakmile Japonci kapitulují, vojáci se vrátí domů. Kay tedy pošle Luckymu dopis na rozloučenou, Jack se k ní vrátí a Hazel si vezme majitele klubu.